# Tayloria mexicana
Tayloria mexicana là một loài rêu trong họ Splachnaceae. Loài này được (Thér.) E.B. Bartram mô tả khoa học đầu tiên năm 1946.